# 옥토버 로드
《옥토버 로드》(영어: October Road)는 2007년부터 2008년까지 ABC에서 방영된 미국의 드라마 텔레비전 시리즈이다.